# Endine Gaiano
Endine Gaiano ist eine italienische Gemeinde (comune) mit 3435 Einwohnern (Stand 31. Dezember 2023) in der Provinz Bergamo, Region Lombardei.

## Geographie
Endine Gaiano liegt 35 km nordöstlich der Provinzhauptstadt Bergamo am Ufer des Lago di Endine, und 85 km nordöstlich der Metropole Mailand.
Die Nachbargemeinden sind Fonteno, Gandino, Monasterolo del Castello, Ranzanico, Solto Collina und Sovere.

## Sehenswürdigkeiten
- Die Pfarrkirche San Giorgio, die erstmals 1260 in offiziellen Dokumenten erwähnt wurde. Ein Jahrhundert später wurden erstmals umfangreiche Umbauarbeiten vorgenommen.
- Die Kirche San Remigio aus dem 15. Jahrhundert. Diese wurde vor allem während der großen Pest im Jahre 1630 erwähnt.
- Die Kirche San Michele, die der Tradition nach Reliquien eben jenes Hl. Michael enthalten soll, die alte Pfarrkirche der Dreifaltigkeit, sowie die Pfarrkirche San Giovanni.